# Benjamin Olitzsch
Benjamin Olitzsch (* in Dresden; † 29. Mai 1682 in Batavia) war ein kursächsischer Bergbeamter und Leiter einer Expedition sächsischer Bergleute nach Ostindien.

## Leben
Nach dem Studium der Rechtswissenschaften begab sich Olitzsch in die Dienste des sächsischen Bergstaates. Er erhielt eine Ernennung zum kurfürstlichen Rat und wirkte bis 1680 als Bergkommissionsrat am Oberbergamt zu Sachsen. Während dieser Zeit litt der sächsische Bergbau noch immer unter den Folgen des Dreißigjährigen Krieges und war wenig ertragreich.
1680 trat Olitzsch in die Dienste der Niederländischen Ostindien-Kompanie, um auf Sumatra die Stelle eines Bergmeisters einer Goldmine zu übernehmen. Für dieses Projekt wählte er geeignete Bergleute aus. Zusammen mit seiner Familie, einer Dienerin und 22 Berg- und Hüttenleuten trat er am 26. Juli 1680 die Reise nach Übersee an. Zu seiner Expedition, die am 9. November 1680 mit dem Segelschiff Sumatra von Amsterdam aus in See stach, gehörten der Freiberger Markscheider Johann Abraham Martini († 15. Juli 1681), der Wittenberger Obersteiger Johann George Lange († 12. November 1682), der Bergschreiber Elias Hesse, die Untersteiger Heber, Lange und Räder aus Freiberg, Baumgarten aus Altenberg, Seidenglantz aus Annaberg und Kaulfuß von der Seigerhütte Grünthal sowie der Hüttenmeister Otto. Bereits auf der Überfahrt verstarben Olitzschens Frau und sein fünfjähriger Sohn Johann Friedrich. Auch drei der Bergleute erlebten die Ankunft in Batavia am 10. Juni 1681, wo sie feierlich durch den Kommandanten von Westsumatra, Johan van Leenen, empfangen wurden, nicht mehr.
Die ungewohnten tropischen Bedingungen ließen die Expedition in einem Fiasko enden. Die anfängliche Begeisterung für die Natur und das Klima des Reisezieles wich recht schnell. Nachdem Olitzsch 1681 die Leitung der Goldmine Sillida übernommen hatte und die Ostindien-Kompanie den 22 deutschen Fachleuten noch 345 madagassische und malaiische Sklaven zugeteilt hatte, offenbarten sich die Tücken der tropischen Bedingungen, mit denen die Teilnehmer der Expedition nicht vertraut waren. Neben dem Tropenfieber und anderen Krankheiten, an denen die Ankömmlinge bald erkrankten, offenbarten sich auch technische Schwierigkeiten. Der heftige Monsunregen brachte die Minen mehrfach zum Ersaufen und das Tropenholz ließ sich weder verkohlen noch war es zur Grubenzimmerung zu gebrauchen. Entgegen vorherigen Untersuchungsergebnissen in Zellerfeld zeigten sich die vorgefundenen Erze nur geringhaltig und von minderer Qualität.
Olitzsch, der schwer erkrankt war und die Bergwerke nur noch im Tragstuhl befahren konnte, starb 1682 und wurde mit einem Ehrenbegräbnis bestattet. Darauf kehrten die beiden einzigen Überlebenden der Expedition, Bergschreiber Hesse und Olitzschens zweiter Sohn Theodor, 1683 nach Dresden zurück, wo sie im selben Jahre eintrafen. Die Leitung der Goldminen wurde dem Gothaer "Probierer" Johann Wilhelm Vogel (1657–1723) übertragen, der nach seiner Rückkehr 1688 Kammerschreiber in Coburg wurde und wie Hesse über seine Erlebnisse einen Reisebericht veröffentlichte. 1737 wurden die Goldminen von Sillida stillgelegt.
Knapp 100 Jahre später erfolgte unter Leitung von Fürchtegott Leberecht von Nordenflycht eine weitere sächsische Bergbauexpedition nach Übersee. Dieses 1778 begonnene Unternehmen scheiterte ebenfalls.